# Mester Eckehart
 Der er for få eller ingen kildehenvisninger i denne artikel, hvilket er et problem. Du kan hjælpe ved at angive troværdige kilder til de påstande, som fremføres i artiklen.

Eckhart von Hochheim (ca. 1260 – ca. 1328) var en tysk kristen mystiker og teolog. Mest kendt som Mester Eckehart (Mester Eckhart).

## Liv
Eckehart blev født ca. 1260 i Tambach (syd for Gotha) eller i Hochheim (nordøst for Gotha), og døde antagelig i 1327, enten i Køln eller i Avignon. Han blev tidligt dominikanermunk, senere prior, og omkring 1300 lærer ved universitetet i Paris. Titlen "mester" skyldes netop hans akademiske titel fra Paris. I 1303 blev han udnævnt til dominikansk provincial for Sachsen og generalvikar for Bøhmen. Det var i sidstnævnte periode, hvor han rejste meget og holdt mange prædikener, at han blev kendt som mystiker. I 1326 blev der indgivet en anklage mod ham for kætteri, og en proces blev indledt mod ham. 27. marts 1329 udsendte pave Johannes 22. en bulle, hvor 17 af Eckeharts læresætninger blev fordømt som kætterske. Eckehart var dog på det tidspunkt allerede død, men bullen er antagelig hovedårsag til, at hans tanker snart blev glemt. I det 19. århundrede blev han dog genopdaget og meget populær hos de tyske romantiske filosoffer. I det 20. århundrede er interessen for Eckehart blevet stadig større, ikke mindst blandt zen-buddhistiske mestre som D.T. Suzuki, der anser Eckeharts tanker for at ligge meget tæt op ad zen-buddhisme.

## Lære
Eckehart skelner mellem Guddom (Gottheit) og Gud (Gott) – selvom han nogle steder omtaler Guddommen som Gud. Guddommen står for den absolutte Væren. Den kan ikke beskrives med ord, men er ikke ingenting. Guddommen manifesterer sig som den skabende Gud, der er identisk med Faderen, Sønnen og Helligånden, den kristne treenighed. Guddommen skaber ikke treenigheden. Det er Faderen, hvis væsen er identisk med Guddommen, der skaber sig selv, samt Sønnen og Helligånden. Sønnens væsen er identisk med Faderen udover at han ikke selv skaber. Helligånden udspringer af Faderen og Sønnens kærlighed for hinanden. Denne skabelse foregår hele tiden, i et konstant nu.
Gud skaber også verden konstant nu. Ifølge Eckehart har alle ting del i Guds evige væren. De skabte ting er dog også forskellige fra hinanden, og de karakteristika, der gør dem forskellige fra hinanden, er i Eckeharts opfattelse negative og giver tingene et element af ikke-væren.
Sjælen tager særlig del i Guds væsen, fordi Gud her er til stede i subjektiv form med hukommelse, fornuft og vilje. I den øvrige skabte verden er Gud kun til stede i objektiv form. Mennesket har altså mulighed for gennem sin sjæl at erfare Guddommen. Men det sker som regel ikke, for mennesker retter hellere deres fri vilje mod den skabte verden i stedet for at rette den indad mod sjælen. Heller ikke fromme mennesker møder nødvendigvis Gud. Mennesker, der prøver at nærme sig Gud gennem sværmeri, højtidelig andagt eller teologisk spekulation finder, siger Eckehart, lige så lidt Gud som den mand, der passer sin have. Ifølge Eckehart er der kun en måde at erfare Guddommen på, nemlig ved at tømme sig selv for tanker og vilje, sådan at man slet intet ønsker. Denne tilstand kalder Eckehart for fattigdom. Her finder man den "sjælegnist", som er sjælens dybeste grund og den tilstand, hvor man er ét med Guddommen. Denne tilstand kalder Eckehart for ens ufødthed (Ungeborenheit) og er den tilstand, der går forud for, at man blev skabt som et bestemt menneske. Denne tilstand ligger også bag Gud. Gud blev skabt samtidig med det skabte menneske og den skabte verden, og Gud ser verden gennem mine øjne – Guds øjne og mine øjne er ét. Gud kommer derfor ifølge Eckehart til erkendelse af sig selv gennem mennesket.
Eckhart definerede "smerte" som det, man føler ved tab, og derfor skal man undgå at binde sig til forgængelige ting. Han anerkendte dog buddet om næstekærlighed som en del af kærligheden til Gud. Men hvis man elsker skaberværket, tager man noget fra Gud. I skaberværket skal man derfor kun elske Gud. Sjælen efterligner det, den elsker, og hvis man elsker Gud, bliver man Gud lig. Her kunne Eckhart vise til Matthæusevangeliet 5,48: "Så vær da fuldkomne, som jeres himmelske fader er fuldkommen!" For Eckhart var Guds ord, som han mente fødes i menneskesjælen, vigtigere end den historiske Jesus. Han ville ikke nøjes med at efterligne Jesus; han ville blive som ham, og forkastede de visioner, andre mystikere mente at opleve. For Eckhart var visioner kun til hinder for åndelig udvikling.
Med sin tese om Guds uophørlige fødsel i menneskesjælen, pådrog Eckhart sig inkvisitionens mistanke. Han advarede også mod bøn; for at bede Gud om noget, er ifølge Eckhart at skille sig fra ham. Eckhart brød sig ikke om sakramenterne, heller ikke nadveren, som han mente, kunne tilsløre den åndelige sandhed for nogen. Det vakte også kirkens mishag, at han mente, man skal tilegne sig Guds vilje så fuldstændigt, at man også accepterer sine synder som gudegivne. Man skal føle dem, men ikke skamme sig over dem. Gud vil kun det gode; og hvad der tager sig dårligt ud i menneskers øjne, kan i virkeligheden være til deres bedste. Denne tanke demonstreres i Goethes Faust. Faust I begynder ligesom Jobs Bog med, at Mefistofeles udfordrer Gud til et væddemål om en menneskesjæl - denne gang Fausts. Mefistofeles skildres som arketypen trickster; men alle hans påfund for at forårsage Fausts ulykke, vendes til det bedste.